# Singer/Songwriter
A Singer/Songwriter Kris Kristofferson 1991-ben kiadott 2 CD-s albuma, mely a Sony Music gondozásában jelent meg. A lemez Kristofferson listavezető dalait tartalmazza. Az első lemezen ezek a szerző saját előadásában hallgathatóak, a második lemezen pedig azok a sztárok énekelnek, akik sikereket értek el a dalokkal. A második Songwriter CD-n hallható Johnny Cash, Willie Nelson, Waylon Jennings és Bob Dylan is.

## Dalok

### Singer
A Cd hossza: 56:59
1. Jody and the kid (Kristofferson) – 3:04
2. From the bottle to the bottom (Kristofferson) – 2:58
3. Me and Bobby McGee (Kristofferson/Foster) – 4:18
4. Sunday morning coming down (Kristofferson) – 4:31
5. The taker (Kristofferson/Silverstein) – 3:13
6. For the good times (Kristofferson) – 3:22
7. Help me make it through the night (Kristofferson) – 2:20
8. Once more with feeling (Kristofferson/Silverstein) – 2:50
9. Come sundown (Kristofferson) – 3:38
10. I'd rather be sorry (Kristofferson) – 3:09
11. Nobody wins (Kristofferson) – 3:06
12. Stranger (Kristofferson) – 3:07
13. Loving her was easier (Kristofferson) – 3:46
14. If you don't like Hank Williams (Kristofferson) 3:30
15. Josie (Kristofferson) – 3:10
16. Why me (Kristofferson) – 3:27
17. They Killed Him (Kristofferson) – 3:22

### Songwriter
A CD hossza: 60:17
1. Viet Nam Blues – Dave Dudley
2. Jody and the kid – Roy Drusky
3. From the bottle to the bottom – Billy Walker
4. Sunday morning coming down – Johnny Cash
5. Me and Bobby McGee – Roger Miller
6. The taker – Waylon Jennings
7. For the good times – Ray Price
8. Help me make it through the night – Sammi Smith
9. Once more with feeling – Jerry Lee Lewis
10. Come sundown – Bobby Bare
11. I'd rather be sorry – Ray Price
12. Nobody wins – Brenda Lee
13. Stranger Johnny Duncan
14. Help me make it through the night – Willie Nelson
15. Loving her was easier – Tom Pall and the Glaser Brothers
16. If you don't like Hank Williams – Hank Williams Jr.
17. Me and Bobby McGee – Janis Joplin
18. They Killed Him – Bob Dylan

## Munkatársak
- Kris Kristofferson – ének, gitár
- Rita Coolidge – ének
- Jerry Kennedy – gitár, akusztikus gitár, ének
- Billy Swan – gitár, ének
- Fred Tackett – gitár, mandolin
- Stephen Bruton – gitár
- David Briggs – basszusgitár
- Norman Blake – dobro
- Donnie Fritts – elektromos zongora
- Charlie McCoy – szájharmonika
- Jerry Carrigen – dob
- John Harris – zongora, hammond orgona
- Memphis Tennessee Police Choir – ének

## Külső hivatkozások
- Kristofferson: Egy Zarándok Naplója
- Az Outlaw Country otthona